# 松巴-弗洛勒斯语群
松巴-弗洛勒斯语群（Sumba–Flores languages）与比马语合在一起构成传统上的“比马-松巴”诸语言。它是语言学家假定存在的一个南岛语系（地理上属于中东部马来-波利尼西亚语群）的语群，使用于印度尼西亚小巽他群岛的松巴岛及弗洛勒斯岛中西部地区及其周边岛屿。主要语言包括在弗洛勒斯岛西部地区拥有约50万使用者的芒加莱语（Manggarai），以及在松巴岛东部使用者约25万的坎伯拉语（Kambera）。
萨武岛（Savu Island）的霍伍语（Hawu language）被认为拥有非南岛语系的语言底层，但其可能性并不比弗洛勒斯岛中部和东部的语言（如锡卡语（Sika））或者整个中马来-波利尼西亚语支的语言更突出。

## 分类
布卢斯特（Blust, 2008）发现了一定程度的证据，支持将弗洛勒斯岛西部和中部的语言与松巴-霍伍诸语联系起来。
- 松巴-弗洛勒斯语群
  - 松巴-霍伍语
    - 霍伍-达澳语（Hawu–Dhao）
    - 松巴语言（详见该条目）

  - 西弗洛勒斯语
    - 芒加莱-伦朋语（Manggarai–Rembong）：科莫多语（Komodo）、芒加莱语（Manggarai）、里翁语（Riung）、伦朋语（Rembong）、拉戎语（Rajong）、克坡语（Kepo'）、瓦埃拉纳语（Wae Rana）
    - 中弗洛勒斯-帕卢埃语（Central Flores–Paluʼe）
      - 帕卢埃语（Paluʼe）
      - 中弗洛勒斯语
        - 恩德-里奥语（Ende–Lio）：一个方言集群，包括恩德语（Ende）、里奥语（Lio）、纳格语（Nage）、克奥语（Kéo）
        - 纳达语（Ngada）：纳达语（Ngadʼa）、龙加语（Rongga）、索阿语（Soʼa）（方言集群）

## 延伸阅读
- Gasser, Emily. 2014. 努沙登加拉群岛的亚群划分：以比马-松巴为例 (Subgrouping in Nusa Tenggara: The case of Bima-Sumba). In Jeffrey Connor-Linton and Luke Wander Amoroso (eds.), Measured Language: Quantitative Studies of Acquisition, Assessment, and Variation, 63-78. Washington, DC: Georgetown University Press.